# Christopher Wood
John Christopher "Kit" Wood (Liverpool, 7 de abril de 1901 — Salisbúria, 21 de agosto de 1930), foi um pintor inglês nascido em Knowsley, perto de Liverpool.

## Biografia

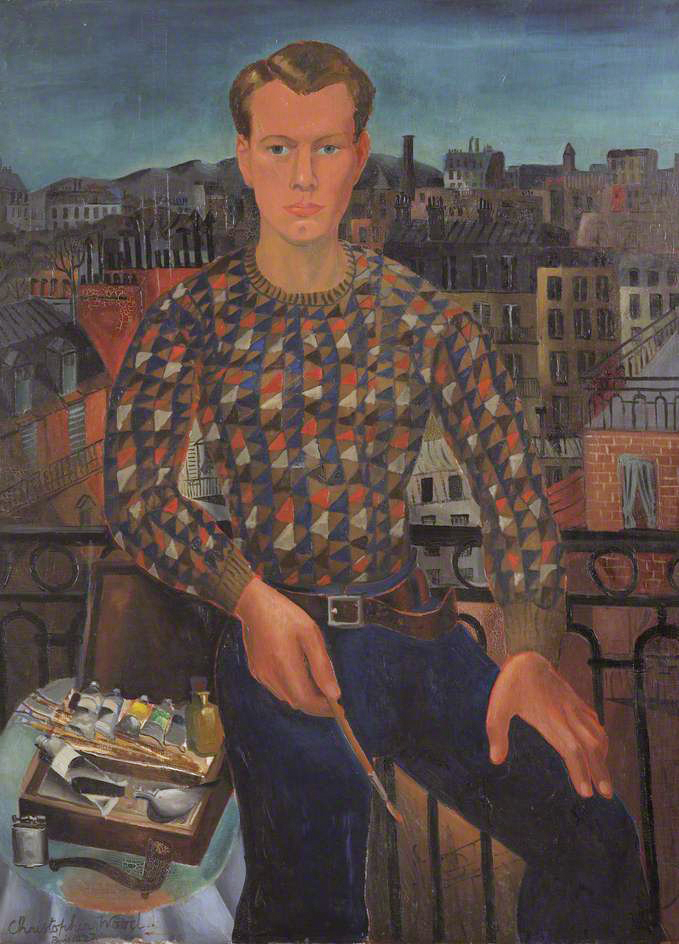
Autorretrato (1927), na coleção permanente de Kettle's Yard, Cambridge, Inglaterra

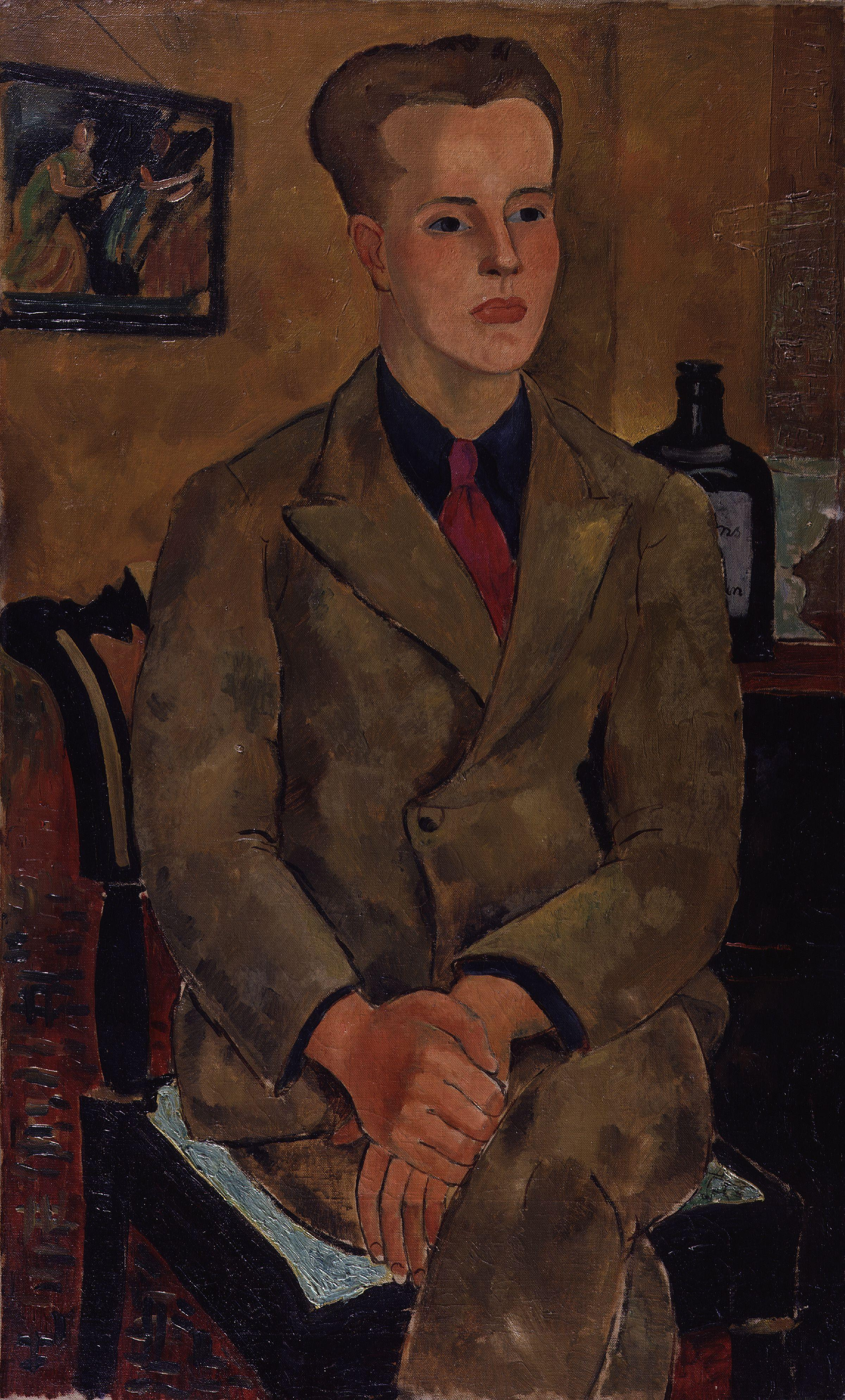
Retrato de 1926 de Christopher Wood por Constant Lambert na coleção permanente da National Portrait Gallery, Londres

### Vida pregressa
Christopher Wood nasceu em Knowsley, filho do Dr. Lucius e de Clare Wood. Estudou no Marlborough College, em Wiltshire, e depois alternou brevemente entre a medicina e a arquitetura na Universidade de Liverpool antes de seguir carreira artística.

### Carreira artística
Na Universidade de Liverpool, Wood conheceu Augustus John, que o encorajou a ser pintor. O colecionador francês Alphonse Kahn o convidou para ir a Paris em 1920. A partir de 1921 ele se formou como pintor na Académie Julian em Paris, onde conheceu Picasso, Jean Cocteau, Georges Auric e Diaguilev. Ele viajou pela Europa e norte da África entre 1922 e 1924.
Na década de 1920, seu pai administrava uma clínica geral em Broad Chalke, Wiltshire, e Wood pintou uma série de telas lá, incluindo Cottage in Broadchalke, Anemones in a Window, Broadchalke, and The Red Cottage, Broadchalke.
Em 1926, Wood criou designs para Romeu e Julieta de 1925 de Constant Lambert para a Ballets Russes de Diaghilev, embora nunca tenham sido usadas. No mesmo ano, ele se tornou membro do The London Group e da Seven and Five Society além de conhecer e fazer amizade com Ben e Winifred Nicholson. A dedicação dos Nicholsons ao seu trabalho teve uma grande influência e foi exposta em conjunto na Beaux Arts Gallery em abril e maio de 1927 e posteriormente pintados juntos em Cumberland e Cornwall em 1928. Como Nicholson, Wood admirava Alfred Wallis, a quem conheceram em uma viagem a St. Ives, e cujo primitivismo influenciou o desenvolvimento estilístico de Woods. Ele pintou cenas costeiras, e seus melhores trabalhos são considerados os pintados na Bretanha em 1929 e durante sua segunda viagem à Bretanha em 1930, quando pintou menos quadros marinhos e mais igrejas. Ele afirmou que "o povo de sua mãe era da córnico e que ele adquiriu seu amor pelo mar e pelos barcos de sua ancestralidade da Cornualha".
Em abril de 1929, Wood realizou uma exposição individual na Tooth's Gallery em Bond Street, Londres, onde conheceu a marchand Lucy Wertheim em uma exibição privada. Ela comprou um quadro e logo se tornou uma de suas maiores apoiadoras, comprando seu trabalho. De sua parte, Wood aparentemente apreciou o apoio, dizendo a Wertheim em sua festa de aniversário que:
Eu sei que o meu futuro como pintor a partir de agora estará ligado ao seu, e eu me tornarei grande através de você!
Em maio de 1930, ele teve uma exposição malsucedida com Nicholson na Galerie Georges Bernheim em Paris. Em junho e julho, ele fez uma segunda estada na Bretanha para criar um novo trabalho. Mais tarde, em julho, Wertheim viajou para encontrar Wood em Paris, para escolher as pinturas para uma exposição individual que seria a exposição de abertura de sua nova Galeria Wertheim em outubro. Ao discutir a exposição durante o almoço no dia seguinte à sua chegada, Wood fez-lhe um ultimato: "Quero que você prometa me garantir mil e duzentas libras por ano a partir do momento de minha exposição, sendo cem libras por mês é o mínimo com que posso viver. Se eu não puder ter esta soma, já me decidi a atirar em mim mesmo". Quando ela reclamou, ele implorou seu perdão e eles foram revisar as pinturas novamente. Após sua morte em agosto, a exposição foi cancelada; acabou sendo encenado como uma exposição memorial em outra galeria.

### Vida pessoal
Wood era bissexual. No início do verão de 1921, Wood conheceu José Antonio Gandarillas Huici (1887–1970), um diplomata chileno. Gandarillas, um homossexual casado quatorze anos mais velho que Wood, viveu uma vida glamorosa parcialmente financiada pelo jogo de apostas. A sua relação prolongou-se pela vida de Wood, sobrevivendo ao seu caso com Jeanne Bourgoint. Em 1927, seus planos de fugir e se casar com a herdeira Meraud Guinness foram frustrados por seus pais, e ele precisou do apoio emocional de Winifred Nicholson. Wood também teve uma ligação com um emigrante russo, Frosca Munster, que conheceu em 1928.

### Morte e comemoração
Em 1930, pintando freneticamente em preparação para sua exposição em Wertheim em Londres, Wood ficou psicótico e começou a carregar um revólver. Em 21 de agosto, ele viajou para se encontrar com sua mãe e irmã para almoçar no 'The County Hotel' em Salisbury e para lhes mostrar uma seleção de suas pinturas mais recentes. Depois de se despedir, ele pulou debaixo de um trem na estação ferroviária de Salisbury, embora, em deferência aos desejos de sua mãe, tenha sido relatado como um acidente.
Christopher Wood está enterrado no cemitério da Igreja de Todos os Santos em Broad Chalke. Sua lápide foi esculpida pelo colega artista e escultor Eric Gill.
Embora sua exibição planejada na galeria Wertheim tenha sido cancelada após sua morte, uma exposição póstuma foi realizada em fevereiro de 1931. Isso foi seguido por uma exposição na Lefevre Gallery em 1932.
A Bienal de Veneza de 1938 incluiu algumas de suas pinturas e, mais tarde, a Redfern Gallery (parte das Galerias New Burlington) compilou uma grande retrospectiva.